# Cmentarz żydowski w Aleksandrowie Łódzkim
Cmentarz żydowski w Aleksandrowie Łódzkim – cmentarz żydowski w Aleksandrowie Łódzkim przy ul. Górnej. Powstał około 1822 roku.
Jest miejscem spoczynku cadyków z rodziny Danziger oraz Henocha Henicha – przywódcy chasydów z Góry Kalwarii. Do naszych czasów zachowały się dwa okazałe grobowce i kilka macew z czytelnymi płaskorzeźbami. Teren nekropolii zajmuje powierzchnię 0,8 ha i jest ogrodzony betonowym parkanem.